# Virola lieneana
Virola lieneana är en tvåhjärtbladig växtart som beskrevs av J.E. de Paula och E.P. Heringer. Virola lieneana ingår i släktet Virola och familjen Myristicaceae. Inga underarter finns listade i Catalogue of Life.